# Das Spiel Azad
Das Spiel Azad (Originaltitel: The Player of Games, 1988) ist der zweite veröffentlichte Science-Fiction-Roman aus dem Kultur-Zyklus von Iain M. Banks.

## Inhalt
Seit über 70 Jahren hält Kontakt, die diplomatische Sektion der Kultur, die Existenz des Imperiums von Azad geheim – eine beachtliche Leistung angesichts der auf radikale Öffentlichkeit ausgerichteten Philosophie der Kultur.
Als der in der Kultur hoch angesehene Berufsspieler Jernau Morat Gurgeh sein Interesse an einer Zusammenarbeit mit Kontakt signalisiert, kommt plötzlich Bewegung in diese gebremste Angelegenheit.
Die Dynamik des Gesellschafts- und Regierungssystems des Imperiums Azad basiert vollständig auf einem sehr komplexen Strategiespiel, das nicht ohne Grund ebenfalls den Namen Azad trägt. Um erfolgreich im Imperium intervenieren zu können, bedarf es demnach eines außergewöhnlichen Spielers wie Gurgeh. Er lebt, inzwischen gelangweilt von seinen dauernden Erfolgen, auf dem Orbital Chiark. Als er allerdings erfährt, was Kontakt bzw. dessen Geheimdienst Besondere Umstände von ihm verlangen, nämlich eine mehrjährige Reise und ein Spiel, dessen Komplexität er unglaubhaft findet, erscheint ihm das inakzeptabel. Er zögert und tappt in eine Falle, welche ihm die Drohne Mawhrin-Skel stellt.
Aufgrund der Aussicht auf ein in der Kultur bisher unerreichtes perfektes Spielergebnis lässt er sich dazu verleiten, bei einem Spiel zu betrügen, und befindet sich unversehens in der erpresserischen Hand der Drohne. Mawhrin-Skel, eine eindeutig persönlichkeitsgestörte ehemalige Kampfdrohne, wurde von den Besonderen Umständen ausgemustert und entwaffnet. Ihr einziges Bestreben ist es, wieder in Dienst gestellt zu werden. Dazu soll jetzt Gurgeh seinen neuen Einfluss bei Kontakt nutzen, ansonsten droht Mawhrin-Skel, die Aufzeichnung des Betrugs zu veröffentlichen und Gurgehs Ruf als bester Spieler der Kultur zu vernichten. Unter diesen Umständen, besonderen eben, bleibt Gurgeh nichts anderes übrig, als den Wünschen von Kontakt Folge zu leisten. Der wiederum verspricht, das Anliegen der irren Drohne wohlwollend zu prüfen.
Auf dem Weg ins Imperium lernt Gurgeh das Spiel Azad und ist nicht selten der Verzweiflung nah. Zu komplex, fremd und undurchsichtig scheint das Spielkonzept, als dass er es in dem einen Jahr, das ihm zur Verfügung steht, lernen könnte. Aber er macht Fortschritte und wird schließlich von der Faszination des Spiels gepackt. Er fiebert danach, es unter realen Bedingungen spielen zu können.
Das Imperium ist eine unter den Bedingungen des klassischen Raubtierkapitalismus (re)agierende Gesellschaft. Es ist nach absolutistischen Prinzipien organisiert. An seiner Spitze steht ein Kaiser und sämtliche gesellschaftlichen Verhältnisse sind den Eigentumsverhältnissen untergeordnet. Besitz ist alles und alles ist Besitz. Nach den Theorien der BU-Gehirne hätte Azad mit dieser Gesellschaftsordnung seinen gegebenen technischen Entwicklungsstand gar nicht erreichen dürfen. Was den gewaltigen, dem System inhärenten Zentrifugalkräften entgegenwirkt, ist das Spiel Azad. Es entscheidet sowohl über den sozialen Status wie auch über den politischen Rang der Teilnehmer, und teilnehmen darf jedermann, zumindest auf dem Papier. Der Sieger des alle sechs Jahre stattfindenden Spielzyklus wird zum Kaiser erklärt. Der letzte Kaiser ist verstorben und sein Amt ging auf den Regenten Nicosar über, der seine Kaiserwürde in diesem Azad-Zyklus bestätigen will.
Kontakt hat für Gurgeh eine Ausnahmegenehmigung erwirkt, beim nächsten Spielzyklus teilnehmen zu dürfen. Wider alle Erwartungen und allen Widerständen zum Trotz übersteht er die erste Runde und setzt seinen Siegeszug bis zum Erreichen der Finalrunde fort. An einem Scheidepunkt, im Spiel gegen einen sehr integer wirkenden, älteren Richter, der auf Druck der Obrigkeit eine Wette auf die Verletzung der persönlichen Integrität – in diesem Fall Kastration – mit Gurgeh abschließen musste, greift die bis dato anscheinend völlig nutzlose diplomatische Begleitdrohne Flere Imsaho ins Geschehen ein. Sie nimmt Gurgeh, der an sich, dem Spiel und dem Sinn des Ganzen zweifelt, mit auf einen Ausflug in die Slums der Hauptstadt. Hier wird Gurgeh, der bis dahin völlig isoliert in seinem Hotel gelebt hatte, mit der brutalen Gewalt, der Hoffnungslosigkeit und der sozialen Kälte des imperialen Systems konfrontiert. Er ist schockiert, doch zurück in seinem Hotel entschlüsselt die Drohne für ihn die geheimen medialen Kommunikationskanäle der Militärs und der herrschenden Bürokratie. Hier wird vom militärischen Massaker über Kinderpornografie bis hin zur Echtzeit-Folterung alles live übertragen. Anderntags hat Gurgeh keine Skrupel mehr, den charmanten Richter zu besiegen.
Die Finalrunde wird auf dem Feuerplaneten Echronedal ausgetragen. Ein permanenter Feuersturm, der den Planeten in sechs Jahren (der Dauer des Spielzyklus) umrundet, dominiert dessen Biosphäre. In Erwartung dieses Infernos spielt sich Gurgeh bis ins Finale, in dem ihm Nicosar gegenübersteht. Sein Spiel gegen diesen macht deutlich, dass Azad, auf dem höchsten Niveau gespielt, so subtil und komplex ist, dass nur ein Spieler, der perfekt seine politischen und philosophischen Überzeugungen repräsentiert, eine Chance auf den Sieg hat. Nicosar spielt also das Imperium, während Gurgeh die Kultur verkörpert. Wie in Trance spielend, liefern sich die beiden ein brillantes, das Verständnis aller Zuschauer, einschließlich der Kultur-Gehirne, übersteigendes Duell. Lange vor dem letzten Zug sieht Gurgeh, dass das Spiel zu Ende ist. Das Imperium hat verloren. Er erwartet Nicosars Gratulation, aber der amtierende Kaiser erweist sich als schlechter Verlierer. Angesichts seiner Niederlage läuft er Amok und lässt seine Garde alle Zuschauer des Spiels niedermetzeln. Den verhassten Kulturspieler aber will er eigenhändig massakrieren. In letzter Sekunde greift wieder einmal Flere Imsaho ein. Am Ende ist Nicosar tot und Gurgeh wird zurück auf das Orbital Chiark verbracht. Erst sehr viel später wird ihm klar, dass seine Teilnahme an dem Spiel nur Teil eines Plans der Kultur war, um das korrupte und brutale Imperium zum Einsturz zu bringen. Er, der Spieler, war nur eine Figur in einem viel größeren Spiel.

### Zusammenhang innerhalb des Kultur-Zyklus
Auch wenn Gurgeh selbst nie die volle Wahrheit erfährt, wird dem Leser zum Schluss enthüllt, dass selbst die Erpressung, mit der Gurgeh zur Teilnahme am Spiel Azad gezwungen wird, wahrscheinlich mit Wissen und Billigung von Besondere Umstände stattfand. Insofern handelt das Buch, wie auch Exzession, von der Heimtücke und vom potentiellen Machtmissbrauch innerhalb der Kultur, wobei Ian Banks stets klarstellt, dass die Gehirne und damit die Kultur als solche keineswegs immer das „Gute“ repräsentieren.
Banks nutzt den temporeich geschriebenen Roman, um klar Stellung zu Rassismus, Sexismus und Folter zu beziehen. Die Azadianer haben drei Geschlechter, von denen jedoch nur das mittlere, die Apices, im Spiel Aussicht auf Erfolg und damit Zugang zu hohem gesellschaftlichen Status haben. Die beiden anderen Geschlechter, Frauen und Männer, sind nur pro forma fürs Spiel zugelassen. Die Hauptaufgabe der Frauen ist die Fortpflanzung und die der Männer der Dienst in den niederen Dienstgraden der Armee. Alle, die bei diesen „Karrieren“ versagen, landen im Millionenheer eines verelendeten Lumpenproletariats.
Das Spiel Azad stellt die Kultur aus dem Blickwinkel eines ihrer Mitglieder dar. Es gewährt Einblick in die diplomatische Arbeit von Kontakt und die Tätigkeit von Besondere Umstände. Es wird gerne als das zugänglichste Buch innerhalb des Kultur-Zyklus betrachtet.

## Bezüge

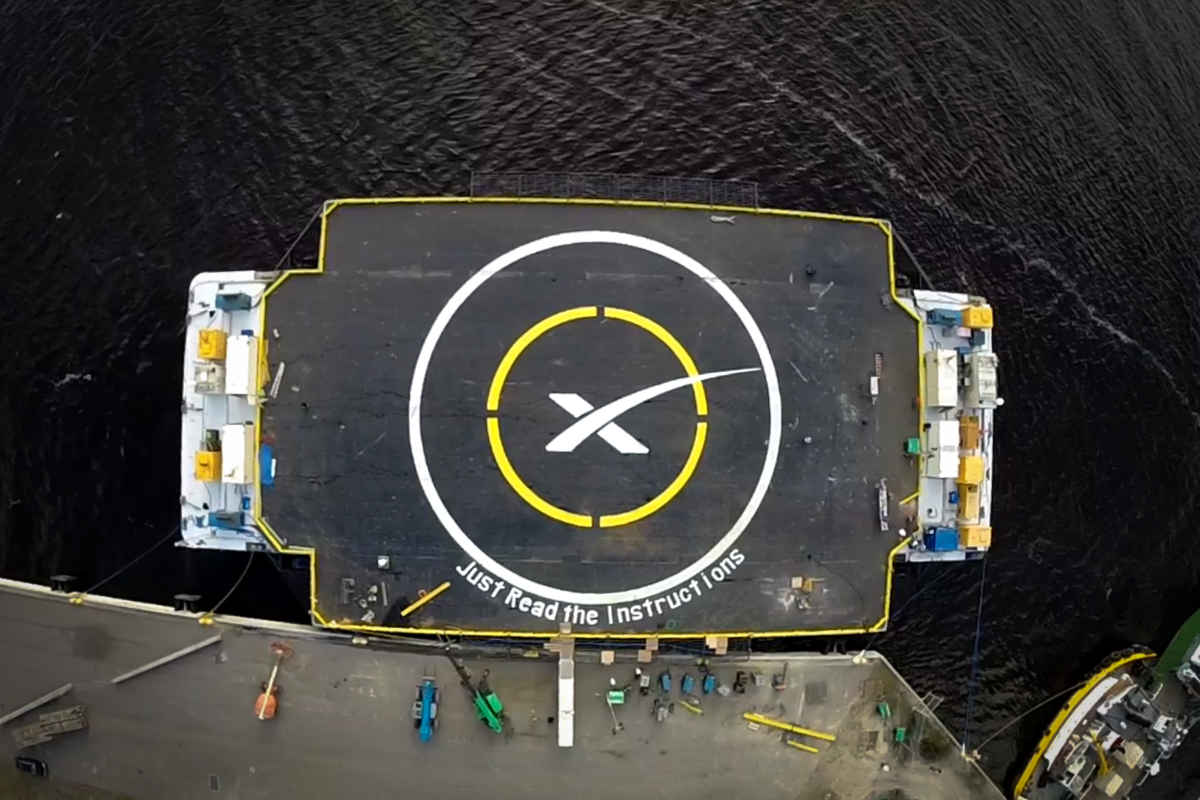
Luftaufnahme des ersten Autonomous spaceport drone ship, nachdem es zu Ehren von Iain Banks den neuen Namen Just Read the Instructions erhielt, der bereits auf dem Deck aufgemalt ist.

Am 23. Januar 2015 taufte Elon Musk, CEO der Raumfahrtfirma SpaceX, zu Ehren von Iain Banks zwei schwimmende Landeplattformen für Raketen, seine Autonomous spaceport drone ships, Just Read the Instructions und Of Course I Still Love You. Das sind Raumschiffnamen, die Banks in Das Spiel Azad verwendete. Just Read the Instructions ist im Atlantik stationiert und ermöglicht die Landung von Raketen vom Weltraumbahnhof Cape Canaveral. Of Course I Still Love You ist im Pazifik stationiert.